# 웨스턴캐롤라이나 대학교

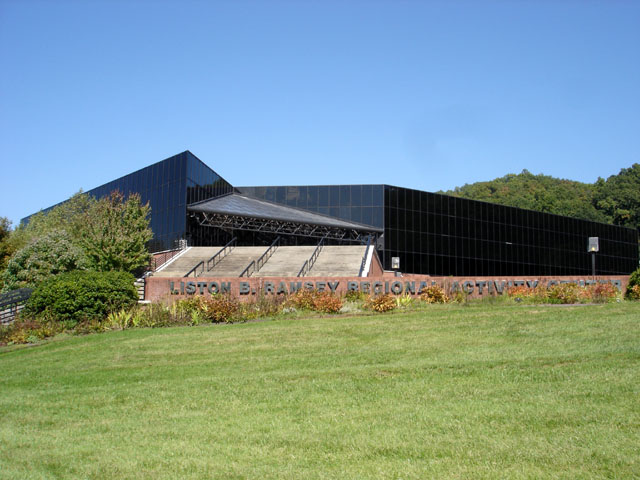

웨스턴 캐롤라이나 대학교(Western Carolina University, WCU)는 노스캐롤라이나주 컬로위에 위치한 4년제 남녀공학 대학교이다. 노스캐롤라이나 주립 대학 시스템에 소속되어 있다. 16개 주립대학 시스템에서 5번째로 오래된 대학이며 설립의 취지는 서부 노스캐롤라이나 산간지방의 주민 교육을 위함이었다.현재 WCU는 9,500명 이상의 재학생을 두고 있다.